# Морган, Уолтер Томас Джеймс
Уолтер Томас Джеймс Морган (5 октября 1900, Лондон — 10 февраля 2003) — британский биохимик, один из пионеров иммунохимии. Член Лондонского королевского общества, в 1961 — 1964 годах — его вице-президент.

## Биография

### Ранние годы
Уолтер Морган родился в Ислингтоне, вторым ребёнком в семье Уолтера Моргана и Анны Эдит Морган (урождённой Джеймс). В записях его дневника можно найти воспоминания о своём дедушке по отцу, который занимал должность судебного пристава в Королевском суде Лондона, чья задача состояла в заключении под стражу аристократов и титульных особ по решению Королевского суда Лондона. По материнской линии дядя Уолтера был учёным — химиком, специализирующемся в области продуктов нефтепереработки, который большую часть жизни провел в Борнео, где он открыл растительный яд, повлиявший на разработку инсектицида — пираструма.
Отец Уолтера работал помощником солиситора в Королевском суде Лондона. Самыми яркими воспоминаниями Уолтера об отце были воскресные велосипедные поездки по утрам до деревни Дагенхам и то, как строился корабль «Неустрашимый».
Уолтер учился в местной школе до того, как его отстранили от занятий на год в связи с дерматомикозом кожи головы. Курс лечения с помощью облучения прошёл успешно, однако его отсутствие в школе было продлено в связи с тем, что родители подали жалобу в адрес врачебной комиссии, за то, что она не предотвратила у ребёнка безвозвратное выпадение волос, что являлось весьма распространенным последствием подобных мер лечения. Конфликтная ситуация побудила семью купить дом в Литтл Илфорд. Уолтер с сестрой пошли в Благотворительную школу Рейниз, которая была учреждена в 1719 году в здании близ Лондонского госпиталя. Там Уолтер впервые познакомился с физикой, химией, математикой, историей Франции, Германии, Англии и географией. Там же он проявил незаурядный интерес к машиностроению, научился пользоваться токарным станком и сверлом. Его любимыми занятиями стали составление технических чертежей и изометрическое проектирование.
Карьера Уолтера Моргана началась детскими химическими опытами, которые он проводил в садовом сарае с реагентами, приобретенными у лондонского торговца. Став взрослым, он вспоминал, что как и у большинства мальчишек, целью его экспериментов было получение красителей и взрывчатых веществ, таких как гремучая ртуть и серебро, нитроглицерин и порох. Подобные развлечения продолжались до тех пор, пока не были прекращены его отцом. В 1913 году в связи с надвигавшейся угрозой военных действий школа переехала в Стэпни. Однако к концу 1914 года регулярные военные учения и уход многих учителей в ряды действующей армии не в лучшую сторону повлияли на проведение учебных занятий.

### Начало трудовой деятельности
В 1916 году Уолтер окончил школу и получил работу в качестве младшего техника в компании «Газ Лайт энд Кок Компани», где он изучал продукты перегонки каменного угля. Однако скоро условия работы перестали его удовлетворять, и он перешёл на должность младшего лаборанта на правительственном предприятии в Гринвиче, занимавшееся производством синтетического фенола в промышленных масштабах. Первоочередная задача будущего учёного состояла в контролировании процесса преобразования тонн бензола в натриевую соль бензосульфокислоты кислоты посредством конденсирования с гидроокисью натрия при температуре в 300 градусов Цельсия и последующего окисления полученной субстанции. При последующей паровой дистилляции получалась карбоновая кислота.
Уолтер знал, что по наступлении 18 лет, его призовут в армию, однако по общему правилу, лица, записавшиеся досрочно в ряды добровольцев, имели право самостоятельно выбрать род войск. Его выбор пал на Военно — морской флот. В связи с предыдущей опытом работы на химическом предприятии, Морган был направлен на корабль Его Величества «Президент», который являлся береговой научно — исследовательской и производственной станцией на юге Лондона. На борту было организовано производство токсических веществ, разрабатывалась система постановки дымовых завес и другие виды химического вооружения для флота. Несмотря на то, что большую часть окружавшего его руководящего состава составляли академики, работа Уолтера была весьма рутинной, пока его не повысили и не отправили служить кочегаром на паровой вагон, осуществляющий поставки военной продукции для флота.
Отец Уолтера скончался в 1918 году от гриппа, оставив свою жену без достаточных средств к существованию. Моргана младшего не демобилизовали вплоть до 1919 года, однако он получил государственный грант на обучение в университете. При поступлении он опоздал на первый семестр, поэтому учёба началась лишь в начале 1920 года. Занятия академической группы проходили в Медицинской школе при Больнице города Лондона. Ещё в начале учёбы Уолтер попал под влияние доктора А.Дж. Поупа, который рассказывал студентам о методах синтетического получения и разложения сложных органических соединений, открытых в химических лабораториях по всему миру.

### Продолжение учёбы и работа в газовой компании
Выпускные экзамены были назначены после летних каникул. Чтобы оказать семье финансовую поддержку Уолтер решил воспользоваться свободным временем и устроился на работу в качестве младшего лаборанта в «Саус Метрополитан Газ Компани» на юге Лондона. Перед ним поставили задачу — найти более быстрый метод добычи газа из угля при низких температурах, чем тот, что применялся в самой компании. Позже по просьбе главного научного сотрудника И. В. Эванса он был приглашен продемонстрировать разработанный метод на лекции Эванса в Королевском обществе покровительства искусствам. В ходе лекции Морганом было продемонстрировано вытеснение подкрашенной воды из двух вертикальных колонн, что должно было показать, что уголь, обрабатываемый закрытым методом, вырабатывает больше газа при низких температурах. К беспокойству лектора и его ассистента объём газа в контрольном образце долго не изменялся, однако позже объём вырабатываемого газа в несколько раз превысил изначально имевшийся и метод Уолтера встретил признание и поддержку.
В 1922 году революционное значение приобрело открытие Фредерика Бантинга и Чарльза Беста в Торонто, позднее ставшее известным как инсулин. Это событие обратило внимание Уолтера Моргана к клинической биохимии. Он пришёл к выводу, что нуждается в повышении квалификации и подал заявку в Муниципальный колледж Вест Хема на место, где по вечерам он бы мог готовиться к получению звания магистра. Особый интерес для него приобрели аминокислотный состав белков и происхождение сложных эфиров аминокислот. Использовавшиеся в то время методы вызывали значительное разложение исследуемого вещества, однако Морган был убеждён в существовании более устойчивого эфира, такого как бутиловый эфир, который позволит увеличить количественный и качественный выход продукта. Он продолжал проводить исследования в данной области на протяжении 3 лет, параллельно работая в газовой компании. Результаты его наработок были опубликованы в виде статьи в Журнале «Химическое общество» в 1926 году, которая является его первой публикацией.
Одним из экзаменаторов Уолтера на получение звания магистра был профессор Артур Харден (позднее — сэр Артур Харден), член королевского общества, который был так впечатлён работой молодого учёного, что после успешной сдачи экзамена предложил ему подать заявку на получение стипендии Гросерз Компани для обучения на кафедре биохимии в институте Листера. Стипендия в 250 фунтов в год была меньше зарплаты в газовой компании, однако Уолтер подал заявку, не раздумывая, и сразу же получил ответ от профессора С.Дж. Мартина (позднее — сэра Чарльза Мартина), члена королевского общества, директора института. Институт Листера на следующие 50 лет стал для Уолтера Моргана вторым домом.
Перед поступлением на должность Морган посещал вечерние занятия по биохимии в Политехническом институте Челси и пошёл на курс по физиологии и микробиологии дрожжевого производства, который читал профессор Харден в Техническом институте Касса в Олдгейт. Уолтер стал лаборантом в классах биохимии и микробиологии дрожжевого производства, посещал лекции для бакалавров медицины в Университете Лондона. Там он познакомился с Глен Антреп, членом королевского общества. Ему требовался ассистент в лаборатории, готовый работать на добровольных началах, который с 8 до 9 утра помогал бы подготавливать образцы животных тканей и органов для классов по физиологии. Благодаря такой работе Уолтер смог подготовиться к экзамену по физиологии, успешная сдача которого требовалась для представления на рассмотрение докторской диссертации.

## Научная деятельность

### Биохимия углеводов
В институте Листера Уолтер работал в лаборатории доктора Роберта Робинсона (член королевского общества с 1930 г.), который вовлёк Уолтера в изучение проблемы выделения и качественного определения гексозофосфатного эфира в ферментной системе дрожжей и глюкозы. Эта первая задача была связана с установлением внутреннего строения гексозодифосфата, ранее полученного Харденом и Янгом. Уолтер синтезировал и фракционировал соли бруцина гексозодифосфаната благодаря чему возможно было разделить альфа- и бета- соединения. Выделив фосфатазу из кости морской свинки он получил альфа- и бета-метилгексозодифосфат без нарушения метокси группы. Морган пришёл к выводу, что кольцевидная структура в гексозодифосфате содержит кольцо фуранозы, а эфир дифосфоната имеет структуру 1,6- дифосфофруктофуранозы. Дальнейшие исследования, проводимые Робинсоном и Морганом, показали, что производство монофосфата трегалозы может контролироваться путём изменения условий ферментации. Монофосфат трегалозы формировался и накапливался только, когда концентрация неорганического фосфата снижалась до низкого уровня. Например, в ситуации, когда процесс ферментации продлевался, но в рамках этих условий он мог составлять более 70 % доли монофосфата. Эти исследования Уолтера Моргана и работы над природой эфиров фосфорной кислоты сформировали основу его докторской диссертации.
В 1925 г. профессор Харден предложил Уолтеру прослушать курс практического изучения микроанализа органических веществ, который проводился профессором Фрицем Преглом в Университете Граса. Ценность занятий в Грасе определялась тем, что методы профессора Прегла по исследованию органических соединений позволили определить C, H, N, CO-CH3 и другие группы при количестве вещества — 1-3 мг, вместо 50-100 мг как того требовали предыдущие методики. Уолтер получил звание профессора в 1927 году. За этим последовало продолжение изучения фосфата сахара, образованного в процессе ферментации дрожжей в Исследовательском центре медицины Бейта.

### Бактериальные антигены
Уолтер Морган совершил крутой поворот в своей карьере, когда принял назначение в институт Листера на кафедру по разработке вакцин и сывороток на севере Лондона в Элстри, Хэртфордшир. Общая атмосфера была весьма привлекательной, однако условия работы и лабораторное оборудование не соответствовало сложности поставленных задач по разрешению проблем в биохимии. Однако несмотря на все трудности, Уолтер начал исследования в области иммунологии и занялся решением актуальных проблем производства и испытания антисыворотки и бактериальных токсинов.
В 1930 году он успешно провёл внутримышечную вакцинацию лошади отфильтрованным раствором вируса полиомиелита. Сыворотка была разработана для приобретения организмом противовирусных свойств. Морган также смог выделить и очистить специфическое растворимое вещество из бесцветного сиропа гладкого штамма дизентерийной палочки, которое специфически осаждалось на гомологичной иммунной сыворотке при разведении до 1:50000. Он сообщал, что материал ещё не был освобожден от неспецифических веществ и его количество было слишком мало для подробного исследования.
В 1929 году в рамках поездки на международный конгресс по психологии в Бостоне, Уолтер смог посетить частные и государственные институты по изучению токсических веществ и разработке сывороток, а также встретиться с выдающимися исследователями в области бактериальных антигенов. С двумя из них, Уолтером Гойбелем и Майклом Хейдельбергом у Моргана завязалась крепкая дружба, продлившаяся всю жизнь. Благодаря приобретённому практическому опыту и многочисленным новым социальным связям Уолтер смог активно продолжать работу над изготовлением бактериального антигена в форме, более удобной для профилактической вакцинации, чем примитивные эмульсии, использовавшиеся в то время.
Он выделил серологически специфический полисахарид из нескольких грамотрицательных организмов путём их экстракции с этиленгликолем. Сравнительно небольшое количество антигена клеточной мембраны было выявлено без расщепления бактериальной клетки. Морган пошёл дальше, показав, что антигены имеют углеводно-липидно-белковую структуру, которую можно расщеплять и собирать вновь. Он смог создать сильные антитела, устойчивые к бактериальным углеводным частям антигена путём экспериментирования с различными вариациями растительных и животных сахаридов с белковым компонентом бактериального антигена. Растворимое вещество, полученное из штамма Сига дизентерийной палочки дало специфический осадок в виде гомологичной иммунной сыворотки в растворе 1:6 000 000, антигенные свойства которой однако не проявились на кроликах.
Уолтер Морган был осведомлён о нехватке подходящих методов определения количества аминосахаридов в препаратах. Для этого он, вместе с Лесли Элсон начал работу по разработке методов для измерения гексозамина и н-ацетилгексозамина,. Уолтер чувствовал, что его увлечённость аналитической методологией требует крайнего терпения и точности выводов, чего он за собой не замечал. Несмотря на это выводы по результатам работы двух учёных были опубликованы в 1933 и 1934 году и стали эталоном методологии на 40 лет. Исследования включили методы для определения глюкозамина, ацетилглюкозамина и н-ацетилхондрозамина.
Первый научный труд Уолтера Моргана представлял собой детальное описание исследования «О» антигена Сальмонеллы и клеток Шигеллы на эндотоксин, который он выделил методом диэтилен гликоля. Высокомолекулярная растворимая смесь представляла собой полисахарид, который несёт в себе серологически специфичные антигенные детерминанты, сложные белки и слабосвязанные кефалиноподобные липиды. Он смог продемонстрировать, что фосфоросодержащие сложные белки могут распадаться на бесфосфорные простые белки, свободные от антигенности. Он также обнаружил, что сложные белки могут конвертировать неиммуногенные полисахариды в сильные сахаридоспецифичные иммуногены.
Одно время было неизвестно, являлся ли непротеиновый полисахаридный раствор бациллы Шига иммунногенным. Для совершения точных выводов провели вакцинацию кроликов раствором с концентрацией от 0,0015 мг до 1,5 мг. Наиболее успешные результаты были выявлены на кроликах, получивших вакцину со средней концентрацией.
Вплоть до 1936 года Морган постоянно чувствовал потребность в обновлении своих знаний, повышении квалификации. Результатом его стремлений стало получение стипендии Рокфеллера, позволившая ему провести 3 месяца в школе органической химии в Цюрихе в сотрудничестве с профессором Тадеушем Рейхштейном. Дружба с профессором и стимулирующая атмосфера послужили приобретению массы практических навыков в рамках работы над изучением структуры и синтеза аналогов аскорбиновой кислоты. По возвращении в Англию, Уолтера пригласили на должность преподавателя на кафедру биохимии в Институт Листера. Следующий год он продолжил работать в области бактериальных антигенов с профессором Патриджем (член королевского общества с 1970 г.), однако с начала войны их исследования подошли к концу, так как существовал большой риск, что большое количество культур бактерий будут уничтожены под взрывами бомб. Изобретение сульфонамида и позднее антибиотиков помогло завершить начатые научные разработки, однако по мере развития у бактерий способности противостоять антибиотикам, изучение возможностей контроля инфекционных заболеваний через бактериальные антигенные вакцины и бактериофаги, приобрело особую актуальность.

### Антигены группы крови
В предчувствии бедствий, вызванных военными действиями, в 1939 г. был создан Экстренный пункт по переливанию крови. Для Уолтера это означало шанс приобрести опыт работы с бактериальными антигенами и возможность найти ответы на вопросы, касающиеся реакции «антиген — антитело», возникающие при переливании несовместимых групп крови. Профессор Морган познакомился с доктором Джоном Лоутитом (член королевского общества с 1963 г.), директором южного отделения Экстренного пункта Лондона по переливанию крови в Шаттоне. Он предложил Уолтеру прослушать курс Барбары Дотт и Кейтлин Борман о взаимодействии между антигенами и антителами в группе крови. Уолтер был поражен тем, что несмотря на многочисленные работы в области серологии и наследовании антигенов, определяющих группу крови с момента их открытия Карлом Ландстайнером (член королевского общества с 1941), имелось очень мало информации о химическом строении антигенов группы крови и о веществе, отвечающем за их антигенную специфичность. В связи с этим он решил начать курс в Институте Листера, проливающем свет на химическое строение антигенов группы крови и то, как оно связано с их генетической основой. Это стало предметом изучения Уолтера и его коллеги — Уинфред Уоткинс на протяжении следующих 36 лет.
Уинфред Уоткинс (член королевского общества с 1969 г.) присоединилась к профессору Моргану в качестве лаборанта в 1942 году, когда работа над группами крови только начиналась и продолжала оставаться его коллегой даже после ухода на пенсию. Из её дневниковых записей ясно, что в военный период кафедра биохимии функционировала в качестве временного смотрителя Института, в то время как весь Институт был эвакуирован. Окна были выбиты от взрывной волны, однако сотрудники кафедры заражались энтузиазмом Уолтера Моргана и с увлечением продолжали исследования.
Уолтер осознал необходимость использовать индивидуальных образцов нежели объединённых, он также отмечал преимущество использования материалов человеческого происхождения, а не ткани животных, выполняющие те же функции. Ранние попытки выделить антиген из красных кровяных телец были безрезультатными. Наличие водорастворимых веществ с аналогичной активностью в тканях и выделениях были известны с 1930-х годов. При участии Руфа ван Хейнингена в начале 1940-х он обнаружил что среда кисты яичника является сильным источником выделяемых групп веществ, растворимый в крови и способствует выделению и определению антигенов группы крови и факторов, определяющих группу крови Льюиса. В связи с тем, что овариальная киста может обеспечить несколько литров жидкой среды, она является незаменимым образцом для исследований.
В начале 1950-х гг. совместно с коллегами Д. Аминоф, И. Ф. Аннисоном и Р. А. Гиббонсом препараты A,B, Lea и Leb были выделены и определены как угловодноаминокислотные соединения, однако общие элементы в их структуре не помогают обнаружить основу их иммунологических особенностей. Уинфред Уоткинс, работая с Уолтером, начала применять методы с использованием антител, пектина и ингибирующее действие олигосахаридов и последовательное ухудшение экзогликозидаза. Подобный метод по тем временам был неизвестным и позволил группе ученых выявить иммунодоминантный сахар и часть антигена.
За этими исследованиями последовал период, когда выявить структуру антигенов и их взаимосвязь из среды овариальной кисты становилось почти невозможно. За результатами исследований Уолтеру помогали следить его коллеги: Рэймонд Кот, Терри Пейнтер и Саймон Дональд, однако между ними не было строгого разделения полномочий, Уолтер поощрял междисциплинарный подход, который позволял делать адекватные выводы, благодаря участию коллективного разума. К 1965 году последовательность А и B элементов был установлена, а к 1967 году были выделены последние взаимосвязанные субстанции групп крови и элемент Leb. Позднее, когда большинство учёных были заняты поисками антигена эритроцита, было установлено, что выявленная ранее антигенная структура и антигенная среда кисты яичника имеет разный молекулоноситель, несмотря на множество общих характеристик.
Уолтер и его коллеги были первыми, кто выделил и охарактеризовал антиген клеточной мембраны клетки млекопитающего, углеводная природа которого означала, что он не может быть основным продуктом гена. В связи с этим Морган и Уоткинс предложили генетический ход изучения биосинтеза, основывающийся на антигенном строении и зависящего от поэтапного действия генных продуктов, гликозилтрансферазы, с фенотипом подходящим к группе крови донора.
Уолтер ушёл на пенсию с поста заведующего кафедры биохимии Института Леистера в 1968 году, однако он оставался на посту приглашенного специалиста, читающего курс по антигену P1 в P группе крови. В 1972 году его пригласили на пост Директора Института в то время как финансовое положение учебного заведения было очень нестабильным. В 1975 году он был вынужден наблюдать за закрытием Института, где его работа приносила массу плодов на протяжении полувека. Однако профессор Морган не был готов вести образ жизни пенсионера.
Уинфред Уоткинс поступила на работу в Центр клинических исследований при больнице в Нортвик Парк. Уолтер присоединился к ней в качестве приглашенного специалиста и продолжал работу вплоть до ухода Уинфред на пенсию и закрытия её отделения в 1989 году. Он продолжал заниматься исследованием антигенов группы крови. Его последним проектом был SDa фактор, который с A группой крови разделял одинаковый иммунодетерминант сахара, натрийацетилгалактозамин, но имел различия по иммуногенетическим характеристикам.

## Почести и награды
- 1949 Членство в Королевском обществе
- 1961-64 Вице-президент Королевского общества
- 1964 Почетный доктор (DrMed), Университет Бэйзиля
- 1967 Награда Карла Ландштейна, Нью-Йорк (совместно с Винфред Уоткинс)
- 1968 Премия Пауля Эрлиха и Людвига Дармштадтера[нем.]
- 1968 Медаль Королевского общества
- 1969 Почетный доктор (DSc), Университет Мичигана
- 1969 Почетный член Биохимического общества
- 1980 Почетный член Международного общества переливания крови
- 1986 Почетный член Британского общества переливания крови
- 1990 Награда Филиппа Левина (совместно с Винфред Уоткинс)
- 2000 Почетный стипендиат, Академия медицинских наук.

## Семья
25 апреля 1930 года Уолтер Морган женился на Дороти Ирен Прайс. У них родились две дочки, одну из которых зовут Жанет Рингроуз и сын: Дэвид Морган. Дороти умерла в 1993 г. Уолтер Морган умер в доме престарелых в Чеэм, графство Суррей.

## Список литературы
- «Walter Thomas James Morgan» Winifred M. Watkins and Kenneth D. Bagshawe; Biogr. Mems Fell. R. Soc. 2005 51, 291—302